# Горнер
Горнер (фр. Glacier du Gorner) — ледник в швейцарской части Пеннинских Альп (кантон Вале), второй по размерам ледник в Альпах.
Длина ледника 14 км, площадь 69 км², ширина — до 1,5 километра, он состоит из 8 сливающихся потоков. Главным истоком ледника Горнер является ледник Монте-Роза. От северных склонов массива Монте-Роза неподалёку от горного курорта Церматт ледник стекает в Маттерталь — долину реки Маттерфисп (нем. Matter Vispa).